# Verwaltungsgemeinschaft Bad Friedrichshall
Die Vereinbarte Verwaltungsgemeinschaft der Stadt Bad Friedrichshall ist eine Vereinbarte Verwaltungsgemeinschaft im nördlichen Landkreis Heilbronn in Baden-Württemberg. Sie wurde nach Abschluss der baden-württembergischen Kreis- und Gemeindereform zum 15. April 1975 gegründet. Der Sitz der Verwaltungsgemeinschaft liegt in der Stadt Bad Friedrichshall.

## Mitgliedsgemeinden
| Gemeinde                       | Bad Friedrichshall                       | Oedheim                     | Offenau                             |
| Wappen                         |                                          |                             |                                     |
| Einwohner (31. Dezember 2023)  | 19.814                                   | 6594                        | 2873                                |
| Fläche (km²)                   | 24,71                                    | 21,24                       | 5,66                                |
| Bevölkerungsdichte (Einw./km²) | 802                                      | 310                         | 508                                 |
| Vorwahl                        | 0 71 36                                  | 0 71 36, 0 71 39            | 0 71 36                             |
| Gemeindeschlüssel              | 08 1 25 005                              | 08 1 25 078                 | 08 1 25 079                         |
| PLZ                            | 74177                                    | 74229, 74196                | 74254                               |
| Anschrift                      | Rathausplatz 1, 74177 Bad Friedrichshall | Ratsstraße 1, 74229 Oedheim | Jagstfelder Straße 1, 74254 Offenau |
| Bürgermeister                  | Timo Frey (CDU)                          | Matthias Schmitt            | Michael Folk (SPD)                  |
| Internetauftritt               | Bad Friedrichshall                       | Oedheim                     | Offenau                             |

## Geschichte
Die Verwaltungsgemeinschaft Bad Friedrichshall zwischen der Stadt Bad Friedrichshall und den Gemeinden Oedheim und Offenau wurde zum 15. April 1975 gegründet. Dabei hat die Stadt Bad Friedrichshall die Funktion der erfüllenden Gemeinde übernommen. Die Verwaltungsgemeinschaft zählte im Jahre ihrer Gründung 18.420 Einwohner. Da die Einwohnerzahl 1990 die 20.000-Einwohner-Marke überstieg, wurde sie durch Beschluss der baden-württembergischen Landesregierung vom 25. August 1992 zur unteren Verwaltungsbehörde erklärt und ihr wurden neue Zuständigkeiten übertragen.